# 理查德·H·布劳德海德
理查德·哈莱克·布劳德海德（英語：Richard Halleck Brodhead，1947年4月17日—）是美国著名的20世纪美国文学学者。杜克大学现任校长。

## 生平
布劳德海德1947年生于俄亥俄州代顿，六岁时搬家到康涅狄格州的费尔菲尔德，他就学于马萨诸塞州的菲利普学院，1968年毕业于耶鲁学院，1972年在耶鲁大学获得英语博士学位。
1972年起耶鲁大学做英语系的助理教授，1985年生为正教授，并成为英语系系主任。1993年起到2004年做耶鲁学院的院长。2004年起担任杜克大学的第九任校长。

## 参看
- 杜克大学
- 耶鲁大学